# Integriertes Büro der Vereinten Nationen in Burundi
Das Integrierte Büro der Vereinten Nationen in Burundi (französisch Bureau Intégré des Nations Unies au Burundi, BINUB) war eine Mission der Vereinten Nationen (UN) zur Stärkung der nationalen Kapazitäten der burundischen Regierung, um die Folgen des burundischen Bürgerkrieges zu überwinden. Die Mission fand im direkten Anschluss an die Mission der Vereinten Nationen in Burundi (ONUB) statt. Ihr Mandat geht auf die Resolution 1719 des UN-Sicherheitsrates zurück, begann am 1. Januar 2007 und war zunächst bis zum 31. Dezember 2007 befristet. Zum Leiter der Mission berief der damals amtierende Generalsekretär der Vereinten Nationen Kofi Annan den 1947 geborenen Tunesier Youssef Mahmoud.
Ende 2007 wurde die Mission für weitere zwei Jahre verlängert und am 31. Dezember 2010 endgültig beendet. Die Nachfolgemission mit eingeschränktem Aufgabenbereich ist die mit Resolution 1959 des UN-Sicherheitsrates beschlossene BNUB ab 1. Januar 2011.

## Hintergrund
Über Jahre tobte in Burundi ein Bürgerkrieg zwischen den beiden Ethnien der Hutu und Tutsi, welcher allein seit 1993 schätzungsweise 250.000 Menschen das Leben kostete. In den schlimmsten Krisenzeiten waren zirka 1,3 Millionen Menschen intern vertrieben oder ins Ausland geflohen. Nachdem es mit der Unterstützung der UN-Vorgängermission ONUB am 7. September 2006 ein Waffenstillstandsabkommen zwischen den Konfliktparteien gegeben hatte, wurde entschieden, die bisherige vorwiegend militärische Mission (ONUB) als vorwiegend politische Mission (BINUB) ab Beginn des Jahres 2007 fortzusetzen.

## Aufgaben der Mission
Wichtigste Aufgabe der Mission war die Stärkung der burundischen Regierung und Zivilgesellschaft durch Reformen in den Bereichen Politik und Verwaltung, um die Ursachen des vergangenen Bürgerkrieges zu beheben und bestehende interne Konflikte zu bewältigen und beizulegen. Als Mittel galten dabei mehr Transparenz und Rechenschaftspflicht der öffentlichen Institutionen, Förderung der Pressefreiheit und Entwicklungsarbeit im Bereich der Medien.
Dabei sollte die Konsolidierung der Rechtsstaatlichkeit durch die Stärkung des Justiz- und Strafvollzugssystems, namentlich der Unabhängigkeit und der Kapazität der Rechtsprechung gefördert und überwacht werden. Durch Entwaffnung, Demobilisierung, Wiedereingliederung ehemaliger Kombattanten und die Reform des Sicherheitssektors, sollte die Einhaltung der in Daressalam (Tansania) geschlossenen Waffenruhe vom 7. September 2006 überwacht werden. Dabei ging es um die Bereitstellung technischer Hilfe für die Umsetzung der Reform in Form von Ausbildungsmaßnahmen der Nationalpolizei Burundis auf dem Gebiet der Menschenrechte sowie technischer Hilfe zur Erhöhung der Professionalität der Nationalen Verteidigungsstreitkraft.
Weiterhin sollte beim Aufbau einer Institution für Rechte von Frauen, Kindern und anderen schutzbedürftigen Gruppen eines nationalen Aktionsplans für Menschenrechte, der auch die Einsetzung einer unabhängigen nationalen Menschenrechtskommission beinhaltet, geholfen werden. Dabei wurde besonderen Wert auf den Aufbau einer Wahrheits- und Aussöhnungskommission und eines Sondergerichtshofs zur Bekämpfung der Straflosigkeit gelegt.
Zusätzlich ging es auch um die Unterstützung der burundischen Regierung bei der Zusammenarbeit mit Gebern und der anschließenden Armutsbekämpfung und der Durchführung eines Nothilfeprogramms sowie der Koordinierung der einzelnen Organisationen und Programme der UN in Burundi.

## Ergebnisse
Zwischen Mai und September 2010 fanden fünf Wahlen in Burundi statt, die allesamt erfolgreich und ohne größere Zwischenfälle durchgeführt wurden. Darunter waren die Präsidentschaftswahl in Burundi 2010, die Parlamentswahl in Burundi 2010 sowie die Kommunalwahlen in Burundi 2010.
Im Januar 2011 wurde BINUB durch BNUB (Bureau des Nations Unies au Burundi) ersetzt, das Mandat galt zunächst bis 31. Dezember 2011.